# Manuel Requena (actor)
Manuel Requena Mendoza (Alicante; 21 de agosto de 1891-Madrid; 9 de mayo de 1969) fue un actor español.

## Biografía
Nació en 1891 en Alicante. Siendo hijo de Joaquín Requena Morales, natural de Villena (Alicante) y de Ascensión Mendoza Giménez, natural de Murcia. Comenzó como actor de teatral en 1921 en el Teatro de la Comedia y tuvo mucho éxito en la obra El alcalde de Zalamea. Abandonó su carrera teatral durante la España franquista tras el comienzo de su carrera cinematográfica en Goyescas (1942), bajo a órdenes de Benito Perojo.
En su trayectoria cinematográfica se mantuvo hasta su retirada definitiva en 1961.

## Filmografía
| - Una chica de Chicago (1960) - Con la vida hicieron fuego (1959) - Bajo el cielo de España (1959) - Historias de Madrid (1958) - Camarote de lujo (1957) - La cenicienta y Ernesto (1957) - La guerra empieza en Cuba (1957) - Ángeles sin cielo (1957) - Mensajeros de paz (1957) - Un marido de ida y vuelta (1957) - Las lavanderas de Portugal (1957) - Fulano y Mengano (1957) - Amor y toros (1956) - Encuentro en la ciudad (1956) - La fierecilla domada (1956) - Al fin solos (1955) - Suspiros de Triana (1955) - La pícara Molinera (1955) - La lupa (1955) - La otra vida del capitán Contreras (1955) - Tres eran tres (1955) - Tres huchas para Oriente (1954) - Morena Clara (1954) - Como la tierra (1954) - Nadie lo sabrá (1953) - Aeropuerto (1953) - La alegre caravana (1953) - El diablo toca la flauta (1953) - Les amants de Tolède (1953) - Violetas imperiales (1952) - Agua sangrienta (1952) - Plume au vent (1952) | - La estrella de Sierra Morena (1952) - Facultad de letras (1952) - Lola la Piconera (1952) - La niña de la venta (1951) - Día tras día (1951) - El gran Galeoto (1951) - Historia en dos aldeas (1951) - María Antonia 'La Caramba' (1951) - El último caballo (1950) - El rey de Sierra Morena (1950) - Séptima página (1950) - Yo no soy la Mata-Hari (1950) - Flor de lago (1950) - La sombra iluminada (1950) - El señor Esteve (1950) - Sin uniforme (1950) - Aventuras de Juan Lucas (1949) - La guitarra de Gardel (1949) - En un rincón de España (1949) - La duquesa de Benamejí (1949) - Una mujer cualquiera (1949) - Currito de la Cruz (1949) - La manigua sin dios (1949) - ¡Olé torero! (1949) - Don Juan de Serrallonga (1949) - Neutralidad (1949) - Pototo, Boliche y Compañía (1948) - El Marqués de Salamanca (1948) - Póker de ases (1948) - La calle sin sol (1948) - Mare nostrum (1948) | - La cigarra (1948) - L'urlo (1948) - Don Quijote de la Mancha (1947) - Leyenda de Navidad (1947) - 2 cuentos para 2 (1947) - Barrio (1947) - La princesa de los Ursinos (1947) - La nao Capitana (1947) - Dulcinea (1947) - Las inquietudes de Shanti Andía (1947) - El otro Fu-Man-Chú (1946) - El pirata Bocanegra (1946) - La pródiga (1946) - Chantaje (1946) - La gitana y el rey (1946) - Un hombre de negocios (1945) - Cinco lobitos (1945) - Domingo de carnaval (1945) - Noche decisiva (1945) - El fantasma y Doña Juanita (1945) - El sobrino de don Buffalo Bill (1944) - Ella, él y sus millones (1944) - La vida empieza a medianoche (1944) - Lola Montes (1944) - Tuvo la culpa Adán (1944) - El clavo (1944) - La maja del capote (1944) - Café de París (1943) - El escándalo (1943) - Goyescas (1942) |